# Japán luc

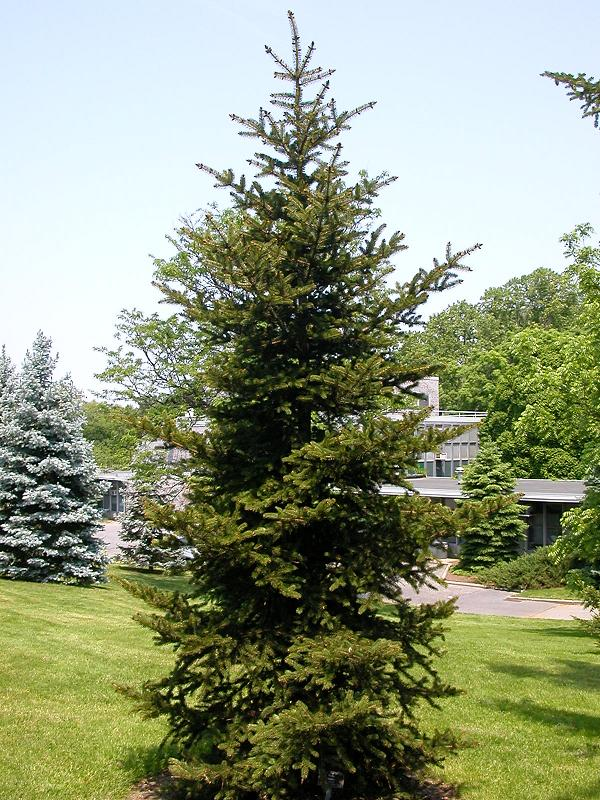
Fiatal fa

A japán luc (Picea torano) a fenyőalakúak (Pinales) rendjében a fenyőfélék (Pinaceae) családjába sorolt lucfenyő (Picea) nemzetség egyik faja. 

## Származása, elterjedése
Japánban honos.

## Megjelenése, felépítése
Középtermetű fa.
Fénylő sötétzöld, négyzet–téglalap keresztmetszetű tűlevelei merevek és vastagok, a csúcsuk nagyon hegyes. Rügyei nagyok, sötétbarnák.
8–10 cm hosszú, 3–4 cm széles, vastag pikkelyű, tojásdad tobozai hamvas árnyalatúak. A fajcsoport többi tagjához hasonlóan tobozpikkelyei simák, lekerekítettek.

## Életmódja, termőhelye
Lassan nő, nagyon későn fakad.
Igényei a közönséges lucfenyőéhez (Picea abies) hasonlóak; teljesen télálló. Eredeti élőhelyén állománya csökken (IUCN).

## Felhasználása
Érdekes megjelenése miatt helyenként díszfának ültetik; főleg kiskertekbe (Józsa).

### Kertészeti változatai
Több változatát szelektálták.

## Képek

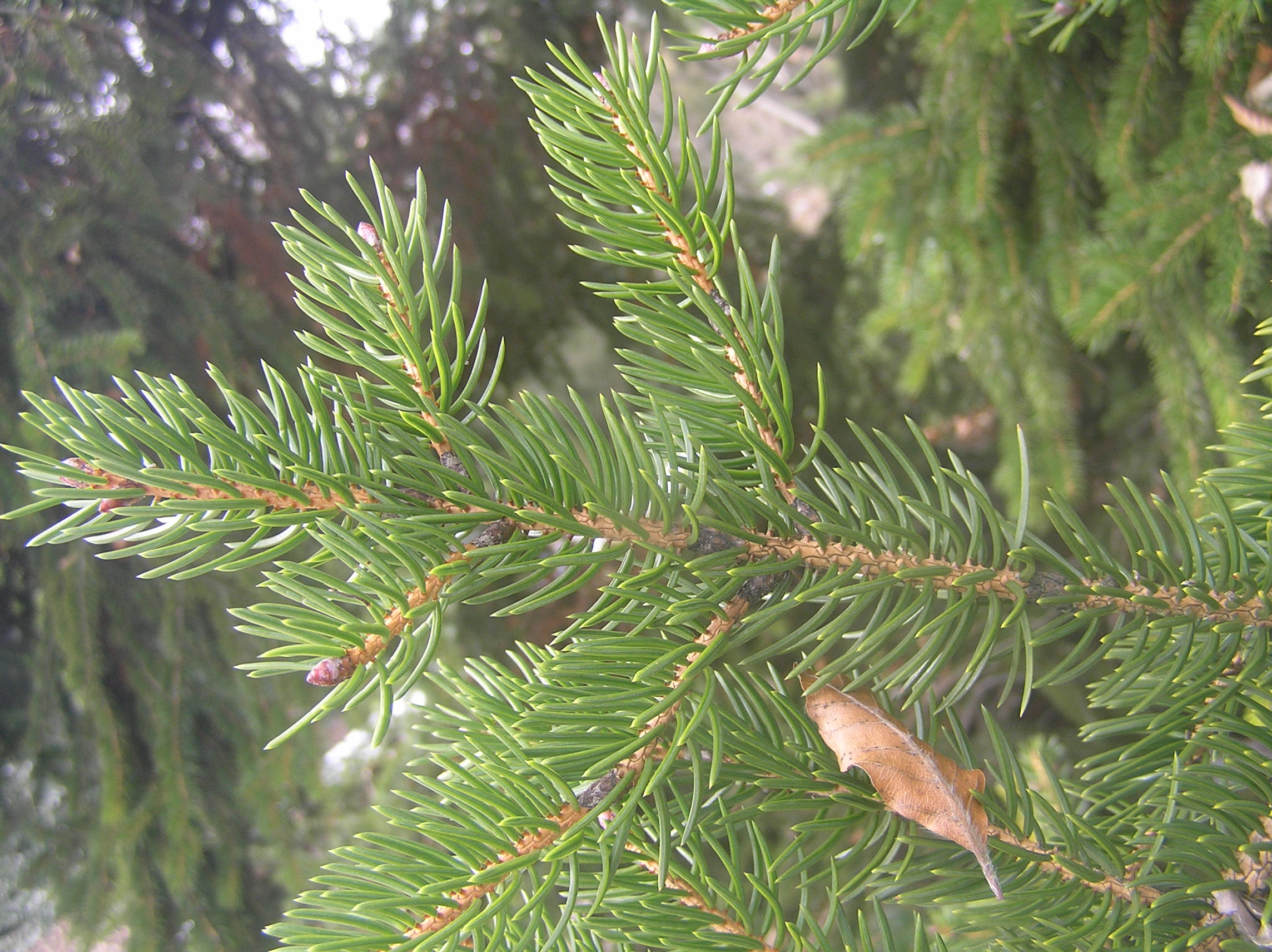
Leveles ága
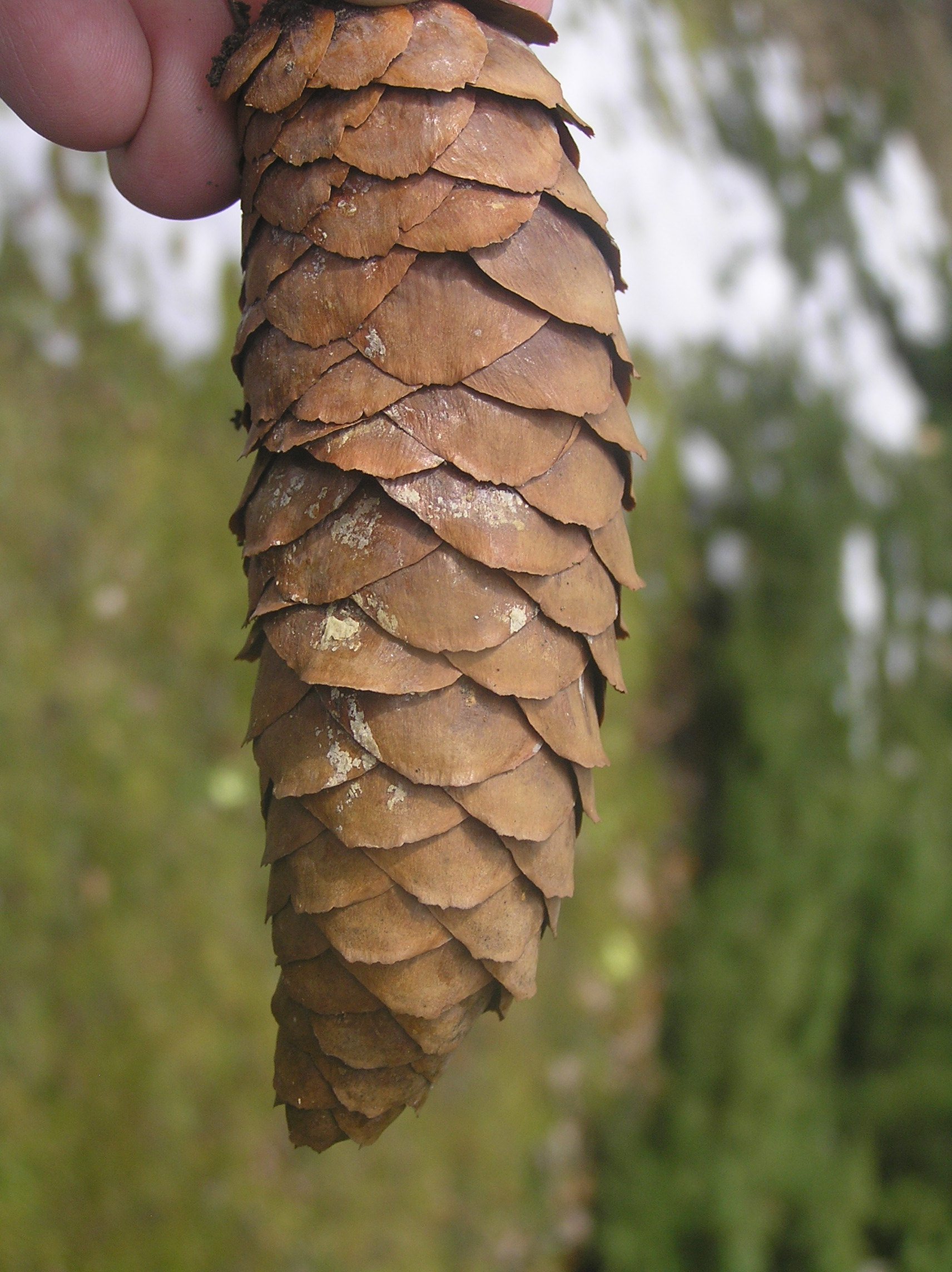
Érett toboza
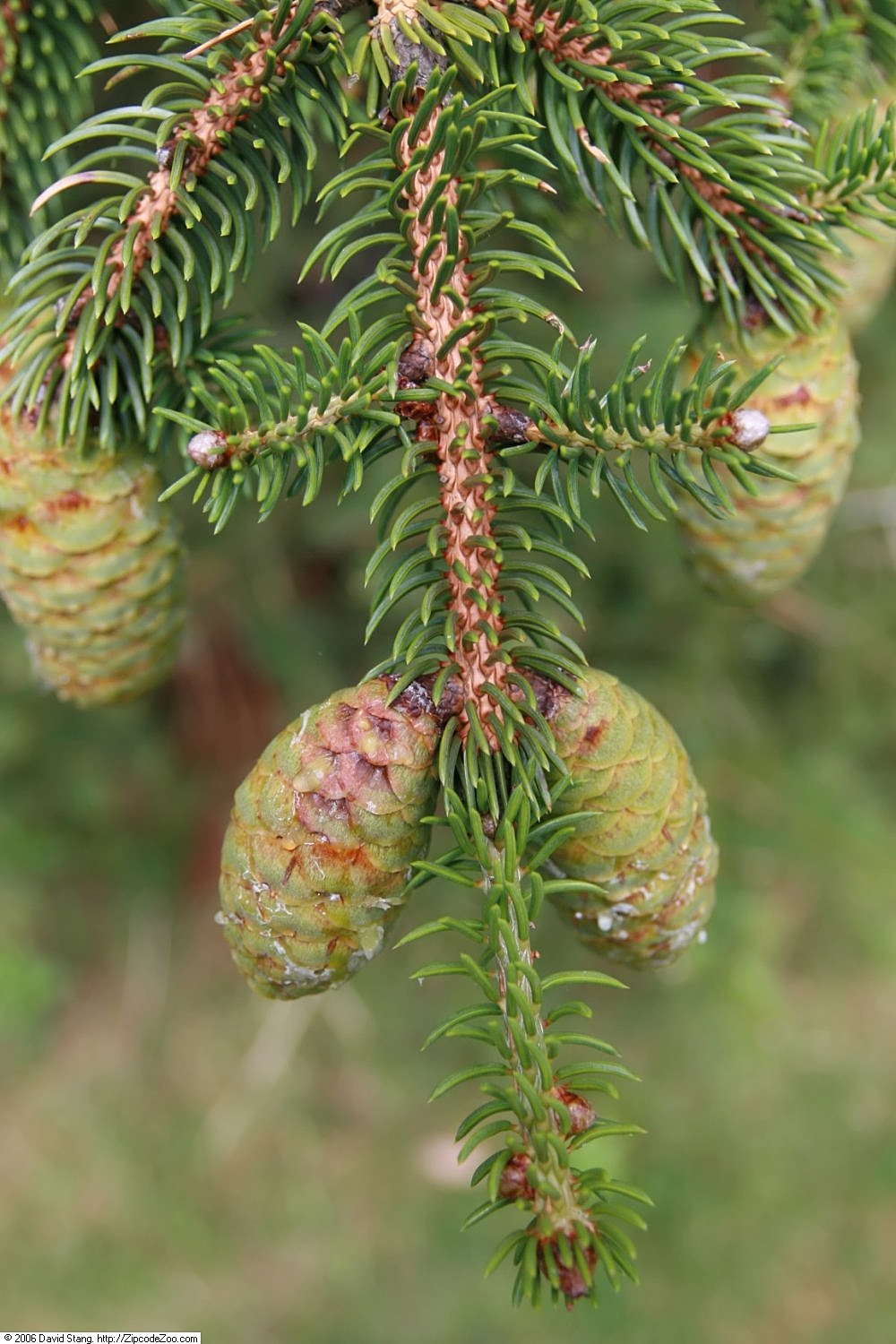
Éretlen tobozai
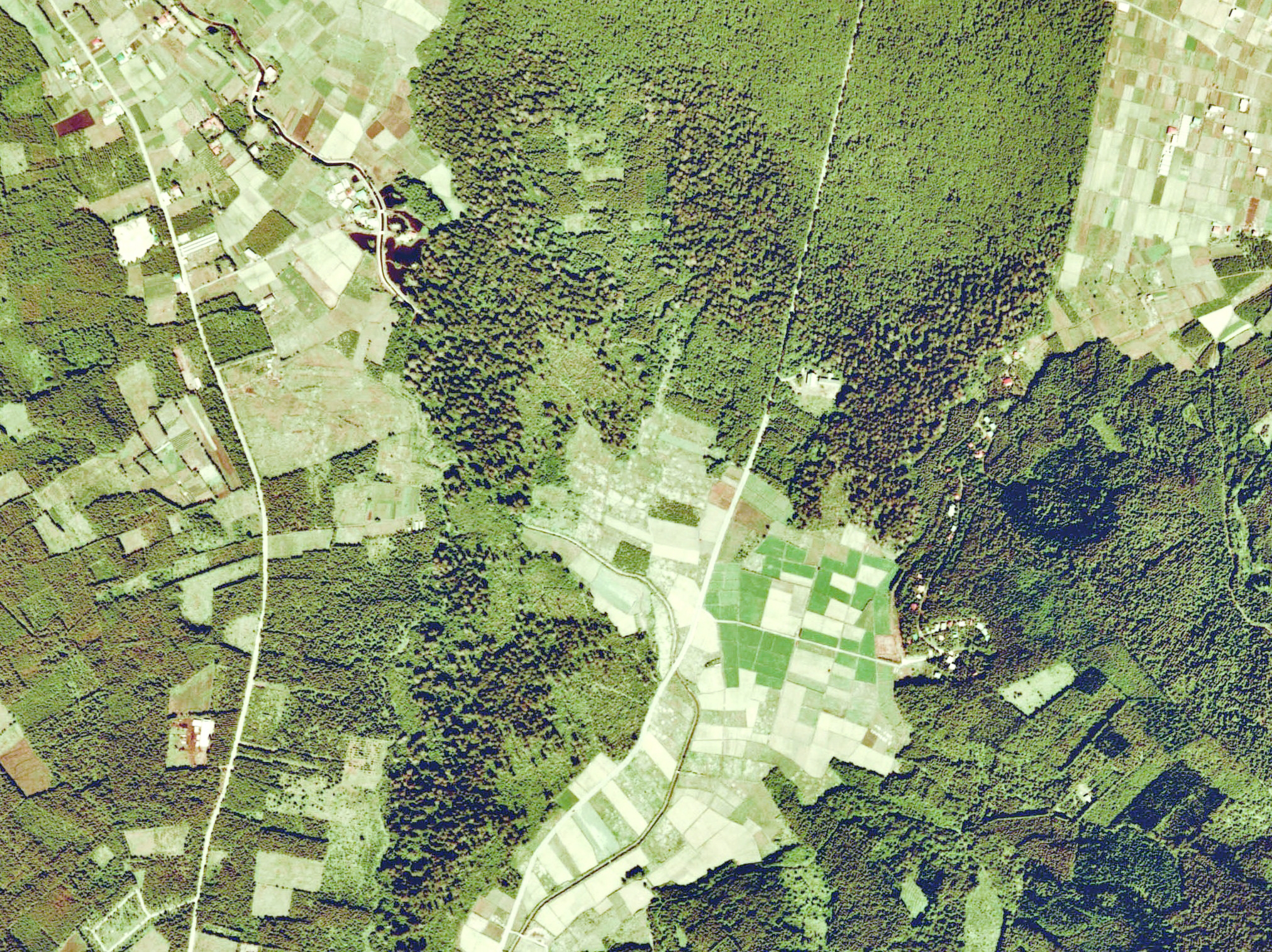
A Yamanakako falu melletti japán lucos a levegőből